# クワーク
クワーク（Quark）は、『スタートレック』シリーズ『ディープ・スペース・ナイン』に登場する異星人。フェレンギ人男性。アーミン・シマーマンが演じている。日本語吹き替えは稲葉実。

## 概要
宇宙ステーションのディープ・スペース・ナイン（DS9）でバーを経営するフェレンギ人で、弟のロムを雇用している。出身はフェレンギ母星のフェレンギナー。彼はフェレンギ人の例に漏れず金儲けに敏く、貪欲である。しかしその一方で、フェレンギ人にしては珍しく儲けよりも友情を優先させることもある。難民に儲け抜きで物資を売る場面もあり、これは暴利を貪るフェレンギ人にしては、恐ろしく親切なことである。
普段は、アルファ宇宙域の辺境にして特異ワームホールのすぐ近くに位置して、ガンマ宇宙域との接点にあるDS9のプロムナード（公共スペース）にあるバー「クワークの店」のカウンターで、オーナー兼バーテンとして客の応対に当たりつつ、うだつの上がらないロムに発破をかけたり、宇宙艦隊士官らとジョークの応酬をしたり、オドーと悶着を起こしたりしている。
DS9の警備主任であるオドーは、ことあるごとに何かと騒動を起こしたり、隙あらば違法取引を企むクワークを目の敵にする。過去にはオドーを買収しようとしたこともあったようだが、潔癖なオドーが自分の仕事に誇りを持って当たり、悪徳警官のように決して買収されない存在だと過去の経験から学んだらしく、少なくとも彼の前でだけは正直でいようとしている。クワークにとっては目の上のこぶである保安チーフのオドーに対しては、奇妙な友情に似た感情を抱いてる。 
それを思わせる一幕は、第1シーズン第4話「宇宙ステーション殺人事件」で早くも見られる。この話の中でオドーは殺人容疑を掛けられてしまうが、クワークは裏社会の自分のネットワークを使って事件の真犯人に迫る情報をオドーに与えて結果的に彼を助けた。
オドーがクワークに捜査の協力を求めることもある（シーズン2第24話「密告者」、シーズン4第4話「苦悩するジェム・ハダー」など）。
また、オドーと共に過酷な環境のLクラス惑星に不時着する事故に遭った時は、疲労困憊しながらも固形種化され重傷を負ったオドーを担架で運び山頂にたどり着き、DS9に救難信号を送り彼の命を救った（シーズン5第9話「あの頂を目指せ」）。

### 価値観
密輸、粗悪品の売り付けや暴利等の詐欺など隙あれば犯罪を犯してでも利益を得ようと企むが、あくまで彼が犯そうとするのは商売上での犯罪だけであり、窃盗や殺人などはしない。武器の密輸の仲介を企てることもあるが、あくまで自衛としての武器売買に限られる。彼は特に殺人や戦争を嫌っており、武器商人になるフェレンギ人が多い中バーテンになったのもそういう経緯がある。
ただし、シーズン4終盤でフェレンギのビジネスライセンスを取り消され（第97話「クワーク、絶体絶命」より。ビジネスライセンスの取り消しとは即ち、フェレンギ社会からの事実上の追放を意味する）、一時期はどん底の生活を送ったため、シーズン5では巻き返しを図る際、従兄弟の武器商人であるゲイラとそのパートナーであるハガスに誘われる形でDS9のホロスイートを武器のデモンストレーションに貸し出した。
その巨額の分け前を得て有頂天になったクワークだったが、怪しい連中に武器を売る仲介をしていたことからダックスやシスコ、キラに軽蔑され、ステーションの人々からも冷たい目で見られたことから罪悪感に苛まれた。そして、ある案件で大量虐殺の片棒を担がされそうになったため、クワークはその取引を故意にダメにして武器の売買から足を洗った（シーズン5第18話「武器を売る者」）。
ただし後にイシュカとゼクが恋仲になった際、フェレンギ会計監査局員のブラントとの取引でビジネスライセンスは復活した（シーズン5第20話「愛の値段」）。
ドミニオン戦争が激化すると、彼も仲間を守る為に殺人をせざるを得ない場面に何度か遭遇することとなるが、彼は敵であるジェムハダーが自分の撃った銃で倒れた姿を見て、相当ショックを受ける（シーズン6第6話「ディープスペース・ナイン奪還作戦(後編)」）。ただ、この出来事のお陰で、それまで煙たがられたキラや他の人々から見直され、信頼が強まったと言える。例えばその後、クワークとロムの母イシュカがドミニオンに捕らえられた際、キラがシスコを説得してクワークの捕虜交換に協力する一幕もある（シーズン6第10話「闘う交渉人フェレンギ」）。
キング牧師の有名な演説をもじったクワークの台詞「私には夢がある。それは、いつの日か平和が来て、全ての人々──人類、ジェムハダー、フェレンギ、カーデシア人──が手を携えて、私の店のゲームテーブルに一緒に座るという夢だ」は、フェレンギらしい落ちを付けてはいるが、彼の根っからの平和主義的な考えを示すものと言える。
フェレンギ人の中でも一際高い商才を持つが、場末のバーのマスターに留まっている。本人は運が悪いからだと周りに漏らしているが、彼の根の人道主義的な性格、女性への節操のなさなどが一因する。そして何より話好きな性格でバーテンの仕事が好きで誇りを持っている点がバーを続けている最大の理由だろう。

### 家族
父親は既に他界しているようだが、母親イシュカは極めて健康、かつフェレンギ人にしては例外的に女性として商才に恵まれ、これまたフェレンギ人の習慣に反することだが、衣服を着ている。このことは、男尊女卑の風習根強いフェレンギ社会では「とんでもなく変態的なこと」とされていることから、彼の悩みの種であるらしい。その母はフェレンギ人社会全体の経営者であるグランドネーガスであるゼクと恋仲であり、そのフェレンギ人の中でもずば抜けた商才を発揮して、ネーガスとのパイプを繋いでいる。このため商才こそ全てのフェレンギ人であるクワークは、母親に頭が上がらない。
弟のロムはフェレンギ人では珍しい技術者肌の持ち主で、商売は下手。このためクワークはことある毎に彼を叱責したり鼓舞しようとするが、意見がすれ違うことも多い。兄貴風を吹かしてはいるものの、大事な弟だと見ていることには違いなく、立派なフェレンギ人として商売のこつを掴んで欲しいと思っているらしい様子も見て取れる。後にロムはストライキの指導者になり、その結果、ロムは店から独立してDS9の保守整備部門のエンジニアになる（シーズン4第16話「ロムの反乱」）。
ただ、当人もやや商売の詰めが甘く、フェレンギ会計監査局 (FCA) のブラントが監査に来た際には戦々恐々とする。

## 劇中での役どころ
キャラクターの位置付けは、準レギュラーである。専らコミカルなやり取りが主体になるが、その一方で様々な人種が行き交う宇宙ステーションDS9では、同宙域に数少ないフェレンギ人ということもあり、地球人種を含む他人種とも、容姿や価値観の面で常に一定で等しい距離感をかもし出している。
彼のやや周囲に対してぶっきらぼうだがしつこい行動は、異質な異星人同士との相互関係において、バーという場を通して仲介するような立場にあり、どの人種とも付かず離れずの関係にある。客の相談に乗るのが好きで、フェレンギ人の金儲けの常識に照らし合わせたものなど的外れなことも多いが人の心のうちを見抜いたり、意味の無い助言が悩みを払拭するきっかけになったりすることもある。
ドミニオン戦争終結から数年後を描いた『ローワー・デッキ』にも登場し、アルファ宇宙域に21店舗を展開するクワークス・チェーンのオーナーかつ宇宙ステーションDS9にある1号店では店主も兼ねており、"Quark2000"という独自のレプリケーターを開発し商売も上々であったが、それが原因でカレマ人とトラブルを起こしてしまう。

### 他の登場人物との関係
オドーとは、DS9がカーデシアからベイジョー政府に移管される以前からの付き合いで、惑星連邦がDS9に進駐する以前から度々悶着を起こしていたようだ。物資の横流しや密輸などを目論みながらも牽制し合うこともあるが、クワークが決定的な悪事に手を出さないため、中々逮捕にまで踏み切れないらしい。一方でクワークの倫理基準をも超えるような悪党を協力して逮捕したことがある。クワークも表面上は毛嫌いしているが、オドーが恋に悩んでいるときには叱咤したり密かに協力するなど、一言では言い切れない関係が築かれている。
キラ・ネリスともカーデシア占領時代からの付き合い。オドーと同様に、悪事を監視されている。クワークに対する態度はオドーよりは柔軟だが、クワークが何か問題を起こしたときはその限りではない。クワークはキラを怒らせることがほとんどだが、彼女が悩んでいるときや迷っているときにはそっと助言するようなこともある。
トリル人で共生体のジャッジア・ダックスとはトンゴと呼ばれるゲーム（賭けを含むゲームらしい）をよくやるが、専らジャッジアの一人がちに終わるらしい。後に共生生物ダックスの記憶を受け継いだエズリ・ダックスとも交友関係にある。どちらに対しても性的な魅力を感じているらしく、「耳掻きをおねだり」（フェレンギ人にとっては、性的なお付き合い申し込みに等しい）したことがある。
カーデシア人のエリム・ガラックは仕立て屋という表の顔と元（？）スパイという裏の顔を持つが、店が近いこともあってか、クワークとは「怪しいお友達」関係にあり、腹に一物持つ者同士で共にオドーに睨まれる仲である。
バーの常連客であるモーンはオドーらと同じくカーデシア占領時代からの付き合い。バーの中だけでの付き合いと思われるが、モーンに財産を託されるなど、一定の信頼があるようだ。
フェレンギ会計監査局 (FCA) のブラントとは犬猿の仲。従業員を甘やかし、客にツケ払いを許すクワークの存在は、典型的なフェレンギであるブラントには許し難いもの。初めにDS9を訪れたのは純粋な監査目的と思われるが、以降は策略を巡らして、ことあるごとにクワークを破滅に追い込もうとする。
いとこのゲイラが商売を始めるとき、金を貸した。成功したら船を買ってもらう約束だったが、ゲイラは意図的に故障させた船をよこすなど、互いにいい感情を持っていない。イシュカがドミニオンにとらわれたとき、救出隊の頭数をそろえるため、収監されていた惑星連邦の施設からクワークによって解放される（合法的に）。
バーで酔ったクリンゴンともみ合いになって偶然にも殺してしまったことが原因で、その家を存続させるため、その妻であったグリルカと強制的に結婚させられる。しかしグリルカは女性に家督相続権がないクリンゴン社会では例外的に家長となることを認められ、クワークとは即時離婚した。後にドミニオン戦争で家が疲弊したグリルカはDS9を訪れ、クワークに家の経済的な立て直しを暗黙のうちに頼んだ。DS9滞在中に二人の中は親密になり、ついにクワークから結婚を申し込む。その後グリルカは登場しないので、正式に結婚したかどうかは不明。
惑星連邦の艦隊士官との関係は、概ね客と店主の枠を越えるものではないとはいえ、ベンジャミン・シスコは儲け話になりそうな騒動に鼻先を突っ込んでくるクワークに頭を抱えている。しかし、FCAによって全財産を没収されたときには、ステーション中の人々が家具や酒・グラスなどを持ち寄ってバーを復活させ、人望を得ていることがわかる。シスコ自身、「クワークにはクワークなりのルールがある」とウォーフを諭している。
医療士官のジュリアン・ベシアとは、ジャッジアやエズリを巡っての恋敵。
技術チーフのマイルズ・オブライエンは、後に技術士官となった弟ロムの上司にあたるため、クワークは彼を義兄弟のようにみなしている節が見られる。
ウォーフとは、オドーと違い全くそりが合わない。ウォーフはクワークを見下し、クワークがからかっても、ウォーフは無言で立ち去ってしまう。グリルカがDS9を再訪したときにウォーフは一目惚れするが、それに全く気づかないクワークにクリンゴン流の求愛法を教える羽目になりいらだちを募らせる。しかし、ジャッジアと付き合うようになってからは、彼女と仲のよいクワークには嫌でも接しなければならなくなった。ジャッジアの弔い合戦の際には志願したクワークを嫌々ながらも参加させている。